# Coppa Ronchetti 1988-1989
L'edizione 1988-1989 della Coppa europea Liliana Ronchetti è stata la diciottesima della seconda competizione europea per club di pallacanestro femminile organizzata dalla FIBA Europe. Si è svolta dal 12 ottobre 1988 al 22 marzo 1989.
Vi hanno partecipato quarantuno squadre. Il titolo è stato conquistato dalla CSKA Mosca, nella finale disputata a Firenze sulla Deborah Milano.
L'Enichem Priolo è stata eliminata in semifinale proprio dalla squadra vincitrice, trascinata da Ol'ga Evkova.

## Preliminari
Le partite di andata si sono disputate il 12 ottobre, le partite di ritorno il 19 ottobre.
| Squadra 1                 | Totale  | Squadra 2             | Andata | Ritorno |
| ------------------------- | ------- | --------------------- | ------ | ------- |
| Stockport Lapwings        | 109–184 | La Gerbe Montceau     | 55–103 | 54–81   |
| Maccabi Tel Aviv          | 125–112 | Aghias                | 82–63  | 43–49   |
| Sparta Bertrange          | 96–189  | Toledo 92             | 52-94  | 44-95   |
| Visby AIK                 | 108–114 | WBC Wisla Krakow      | 67–52  | 41–62   |
| TSV Welheim 1847          | 164–151 | Nyon BBC              | 77–83  | 87–68   |
| Apollon Kalamarias BC     | 123–209 | Tungsram Budapest     | 64–91  | 59–118  |
| WBC Vointa Bucharest      | 126–130 | DFS Kremikovcy        | 58–58  | 68–72   |
| Fémina Lausanne           | 117–189 | AS Villeurbanne       | 76–99  | 41–90   |
| MENT Thessaloniki         | 145–194 | MTK Budapest          | 72–96  | 73–98   |
| UBC Media Rent            | 121–153 | Primizie Parma        | 72–72  | 49–81   |
| Stade Français Versailles | 179–118 | CREA Lisboa           | 87–60  | 92–58   |
| USC Munich                | 187–106 | AO Serron             | 105–52 | 82–54   |
| Pécs 2010                 | 126–139 | Akademik Plovdiv      | 61–54  | 65–85   |
| BK Slavia Sofia           | 172–181 | ZKK Crvena Zvezda     | 85–93  | 87–88   |
| BC Orchies                | 126–139 | Challes Savoie Basket | 66–65  | 58–72   |
| Željezničar Sarajevo      | 164–160 | Basket Magenta        | 85–78  | 79–82   |

## Ottavi di finale
Le partite di andata si sono disputate il 2 novembre, le partite di ritorno il 9 novembre.
| Squadra 1            | Totale  | Squadra 2                 | Andata | Ritorno |
| -------------------- | ------- | ------------------------- | ------ | ------- |
| La Gerbe Montceau    | 129–157 | Deborah Milano            | 66–82  | 63–75   |
| Maccabi Tel Aviv BC  | 117–151 | WBC Minyor Pernik         | 62–76  | 55–75   |
| Toledo 92            | 130–119 | WBC Wisla Krakow          | 69–55  | 61–64   |
| TSV Welheim 1847     | 144–169 | ŽKD Ježica                | 72–82  | 72–87   |
| Tungsram Budapest    | 134–133 | USK Praga                 | 70–65  | 64–68   |
| AS Villeurbanne      | 120–136 | DFS Kremikovcy            | 68–60  | 52–76   |
| CSKA Mosca           | 209–127 | MTK                       | 122–63 | 87–64   |
| Primizie Parma       | 195–165 | Tintoretto Getafe         | 100–81 | 95–84   |
| USC Munich           | 141–176 | Stade Français Versailles | 67–75  | 74–101  |
| Akademik Plovdiv     | 124–157 | Enichem Priolo            | 61–79  | 63–78   |
| ZKK Crvena Zvezda    | 186–126 | Challes Savoie Basket     | 106–66 | 80–60   |
| Željezničar Sarajevo | 159–185 | WBC Sparta Praga          | 82–80  | 77–105  |

## Gruppi quarti di finale

### Gruppo A
| Pos | Squadra       | G | V | P | PF  | PS  | DP  | Qualificazione              |       | GMI   | MPE   | TOL   |
| --- | ------------- | - | - | - | --- | --- | --- | --------------------------- | ----- | ----- | ----- | ----- |
| 1   | Gemeaz Milano | 4 | 3 | 1 | 293 | 267 | +26 | Qualificata alle semifinali |       | —     | 81–70 | 75–55 |
| 2   | Minyor Pernik | 4 | 2 | 2 | 299 | 303 | −4  |                             |       | 83–77 | —     | 80–73 |
| 3   | Toledo 92     | 4 | 1 | 3 | 259 | 281 | −22 |                             | 59–60 | 72–66 | —     |       |

### Gruppo B
| Pos | Squadra                | G | V | P | PF  | PS  | DP  | Qualificazione              |       | JEZ   | TBU   | KRE   |
| --- | ---------------------- | - | - | - | --- | --- | --- | --------------------------- | ----- | ----- | ----- | ----- |
| 1   | Ž.K.D. Ježica          | 4 | 4 | 0 | 334 | 264 | +70 | Qualificata alle semifinali |       | —     | 84–54 | 82–54 |
| 2   | Tungsram S.C. Budapest | 4 | 1 | 3 | 267 | 300 | −33 |                             |       | 74–79 | —     | 74–62 |
| 3   | DFS Kremikovcy         | 4 | 1 | 3 | 273 | 310 | −37 |                             | 82–89 | 75–65 | —     |       |

### Gruppo C
| Pos | Squadra                   | G | V | P | PF  | PS  | DP  | Qualificazione              |       | CSK   | PPA   | SFR   |
| --- | ------------------------- | - | - | - | --- | --- | --- | --------------------------- | ----- | ----- | ----- | ----- |
| 1   | CSKA Mosca                | 4 | 4 | 0 | 348 | 284 | +64 | Qualificata alle semifinali |       | —     | 89–77 | 90–61 |
| 2   | Primizie Parma            | 4 | 1 | 3 | 321 | 327 | −6  |                             |       | 71–91 | —     | 92–62 |
| 3   | Stade Français Versailles | 4 | 1 | 3 | 283 | 341 | −58 |                             | 75–78 | 85–81 | —     |       |

### Gruppo D
| Pos | Squadra           | G | V | P | PF  | PS  | DP  | Qualificazione              |       | EPR   | SRO   | SSO   |
| --- | ----------------- | - | - | - | --- | --- | --- | --------------------------- | ----- | ----- | ----- | ----- |
| 1   | Enichem Priolo    | 4 | 3 | 1 | 351 | 308 | +43 | Qualificata alle semifinali |       | —     | 94–91 | 86–74 |
| 2   | ZKK Crvena Zvezda | 4 | 3 | 1 | 336 | 298 | +38 |                             |       | 82–81 | —     | 82–55 |
| 3   | Spartak Sokolovo  | 4 | 0 | 4 | 258 | 339 | −81 |                             | 61–90 | 68–81 | —     |       |

## Semifinali
Le partite di andata si sono disputate il 10 febbraio, le partite di ritorno il 17 febbraio.
| Squadra 1  | Totale  | Squadra 2      | Andata | Ritorno |
| ---------- | ------- | -------------- | ------ | ------- |
| CSKA Mosca | 207–139 | Enichem Priolo | 104–64 | 103–75  |
| ŽKD Ježica | 134–158 | Deborah Milano | 59–86  | 75–72   |

## Finale
| Arbitri: | Radic Betancor |

|           |            |              |
| Gillom 38 | Punti      | 26 Kuznecova |
| Morabito  | Allenatori | Myškin       |

| Quintetto titolare | Quintetto titolare | Quintetto titolare   | Pt   | Rim  | Ass  |
| ------------------ | ------------------ | -------------------- | ---- | ---- | ---- |
|                    |                    | Antonella Galimberti | 8    |      |      |
|                    |                    | Monica Lamb          | 18   |      |      |
|                    |                    | Cinzia Zanotti       | 19   |      |      |
|                    |                    | Nadia Raimondi       | 3    |      |      |
|                    |                    | Jennifer Gillom      | 38   |      |      |
|                    |                    | Daniela Vittorio     | 0    |      |      |
|                    |                    | Manuela Gobbi        | n.e. | n.e. | n.e. |
|                    |                    | Beatrice Pastore     | n.e. | n.e. | n.e. |
|                    |                    | Stefania Cattaneo    | n.e. | n.e. | n.e. |
|                    |                    | Daniela Chiari       | n.e. | n.e. | n.e. |
| Allenatore:        |                    |                      |      |      |      |
| Antonio Morabito   |                    |                      |      |      |      |

| Gemeaz Milano |  | CSKA Mosca |

| Quintetto titolare | Quintetto titolare | Quintetto titolare | Pt   | Rim  | Ass  |
| ------------------ | ------------------ | ------------------ | ---- | ---- | ---- |
|                    |                    | Ol'ga Evkova       | 5    |      |      |
|                    |                    | Svetlana Kuznecova | 26   |      |      |
|                    |                    | Olesja Barel'      | 21   |      |      |
|                    |                    | Elena Tornikidu    | 13   |      |      |
|                    |                    | Ėlen Bunat'janc    | 13   |      |      |
|                    |                    | Cherkaseva         | 4    |      |      |
|                    |                    | Tat'jana Komarova  | 10   |      |      |
|                    |                    | Konovalova         | 0    |      |      |
|                    |                    | Mozgovaya          | n.e. | n.e. | n.e. |
| Allenatore:        |                    |                    |      |      |      |
| Anatolij Myškin    |                    |                    |      |      |      |

## Squadra campione
- Squadra campione • CSKA Mosca (2º titolo): Ol'ga Evkova, Svetlana Kuznecova, Olesja Barel', Elena Tornikidu, Ėlen Bunat'janc, Cherkaseva, Tat'jana Komarova, Konovalova, Mozgovaya. Allenatore: Anatolij Myškin.